# Associazione Calcio Vicenza 1950-1951

## Rosa
| N. |                   | Ruolo | Calciatore             |
| -- | ----------------- | ----- | ---------------------- |
|    | Italia (bandiera) | A     | Corrado Blascovich     |
|    | Italia (bandiera) | D     | Franco Borgo           |
|    | Italia (bandiera) | D     | Mario Caciagli         |
|    | Italia (bandiera) | C     | Franco Capraro         |
|    | Italia (bandiera) | C     | Silvano Chiumento      |
|    | Italia (bandiera) | D     | Luigi Coeli            |
|    | Italia (bandiera) | P     | Emanuele Dalla Fontana |
|    | Italia (bandiera) | C     | Edoardo Dal Pos        |
|    | Italia (bandiera) | D     | Attilio Gelli          |
|    | Italia (bandiera) | A     | Dino Gozzi             |
|    | Italia (bandiera) | C     | Guido Gratton          |

| N. |                   | Ruolo | Calciatore            |
| -- | ----------------- | ----- | --------------------- |
|    | Italia (bandiera) | A     | Ugo Gregorin          |
|    | Italia (bandiera) | C     | Libero Gualtieri      |
|    | Italia (bandiera) | P     | Mario Leoni           |
|    | Italia (bandiera) | C     | Roberto Lerici        |
|    | Italia (bandiera) | A     | Alberto Marchetti     |
|    | Italia (bandiera) | C     | Giulio Masetto        |
|    | Italia (bandiera) | A     | Bruno Quaresima       |
|    | Italia (bandiera) | C     | Mario Rodella         |
|    | Italia (bandiera) | C     | Alfonso Santagiuliana |
|    | Italia (bandiera) | P     | Enzo Sartori          |

## Risultati

### Campionato

#### Girone di andata
| 10 settembre 1950 1ª giornata | Modena | 2 – 1 | Vicenza |  |

| 17 settembre 1950 2ª giornata | Fanfulla | 2 – 1 | Vicenza |  |

| 20 dicembre 1992 4ª giornata | Vicenza | 1 – 1 | Legnano |  |

| 8 ottobre 1950 5ª giornata | Spezia | 0 – 3 | Vicenza |  |

| 6 dicembre 1981 6ª giornata | L.R. Vicenza | 2 – 1 | Salernitana |  |

| 22 ottobre 1950 7ª giornata | Pisa | 1 – 1 | Vicenza |  |

| 29 ottobre 1950 8ª giornata | Vicenza | 3 – 0 | Anconitana |  |

| 5 novembre 1950 9ª giornata | SPAL | 2 – 1 | Vicenza |  |

| 12 novembre 1950 10ª giornata | Vicenza | 2 – 4 | Treviso |  |

| 19 novembre 1950 11ª giornata | Reggiana | 0 – 1 | Vicenza |  |

| 26 novembre 1950 12ª giornata | Vicenza | 0 – 0 | Cremonese |  |

| 20 settembre 1998 13ª giornata | Messina | 1 – 3 | Vicenza |  |

| 10 dicembre 1950 14ª giornata | Siracusa | 2 – 1 | Vicenza |  |

| 17 dicembre 1950 15ª giornata | Vicenza | 3 – 1 | Brescia |  |

| 24 dicembre 1950 16ª giornata | Vicenza | 3 – 0 | Venezia |  |

| 31 dicembre 1950 17ª giornata | Bari | 2 – 1 | Vicenza |  |

| 7 gennaio 1951 18ª giornata | Catania | 1 – 3 | Vicenza |  |

| 14 gennaio 1951 19ª giornata | Vicenza | 2 – 0 | Seregno |  |

| 21 gennaio 1951 20ª giornata | Livorno | 1 – 2 | Vicenza |  |

| 28 gennaio 1951 21ª giornata | Vicenza | 2 – 1 | Verona |  |

#### Girone di ritorno
| 4 febbraio 1951 22ª giornata | Vicenza | 2 – 3 | Modena |  |

| 11 febbraio 1951 23ª giornata | Vicenza | 2 – 0 | Fanfulla |  |

| 25 febbraio 1951 25ª giornata | Legnano | 4 – 2 | Vicenza |  |

| 4 marzo 1951 26ª giornata | Vicenza | 4 – 1 | Spezia |  |

| 11 marzo 1951 27ª giornata | Salernitana | 2 – 1 | Vicenza |  |

| 18 marzo 1951 28ª giornata | Vicenza | 1 – 2 | Pisa |  |

| 25 marzo 1951 29ª giornata | Anconitana | 2 – 2 | Vicenza |  |

| 1º aprile 1951 30ª giornata | Vicenza | 3 – 0 | SPAL |  |

| 8 aprile 1951 31ª giornata | Treviso | 1 – 1 | Vicenza |  |

| 15 aprile 1951 32ª giornata | Vicenza | 2 – 2 | Reggiana |  |

| 22 aprile 1951 33ª giornata | Cremonese | 2 – 0 | Vicenza |  |

| 29 aprile 1951 34ª giornata | Vicenza | 1 – 0 | Messina |  |

| 6 maggio 1951 35ª giornata | Vicenza | 2 – 1 | Siracusa |  |

| 13 maggio 1951 36ª giornata | Brescia | 0 – 2 | Vicenza |  |

| 20 maggio 1951 37ª giornata | Venezia | 4 – 0 | Vicenza |  |

| 27 maggio 1951 38ª giornata | Vicenza | 1 – 2 | Bari |  |

| 3 giugno 1951 39ª giornata | Vicenza | 1 – 4 | Catania |  |

| 10 giugno 1951 40ª giornata | Seregno | 1 – 0 | Vicenza |  |

| 17 giugno 1951 41ª giornata | Vicenza | 1 – 1 | Livorno |  |

| 24 giugno 1951 42ª giornata | Verona | 4 – 1 | Vicenza |  |

## Statistiche

### Statistiche di squadra
| Competizione | Punti | In casa | In casa | In casa | In casa | In casa | In casa | In trasferta | In trasferta | In trasferta | In trasferta | In trasferta | In trasferta | Totale | Totale | Totale | Totale | Totale | Totale | DR |
| Competizione | Punti | G       | V       | N       | P       | Gf      | Gs      | G            | V            | N            | P            | Gf           | Gs           | G      | V      | N      | P      | Gf     | Gs     | DR |
| ------------ | ----- | ------- | ------- | ------- | ------- | ------- | ------- | ------------ | ------------ | ------------ | ------------ | ------------ | ------------ | ------ | ------ | ------ | ------ | ------ | ------ | -- |
| Serie B      | 41    | 20      | 11      | 4       | 5       | 38      | 24      | 20           | 6            | 3            | 11           | 27           | 34           | 40     | 17     | 7      | 16     | 65     | 58     | +7 |

### Statistiche dei giocatori
| Giocatore        | Serie B  | Serie B |
| Giocatore        | Presenze | Reti    |
| ---------------- | -------- | ------- |
| C. Blascovich    | 3        | 0       |
| F. Borgo         | 12       | 0       |
| M. Caciagli      | 40       | 1       |
| F. Capraro       | 2        | 0       |
| S. Chiumento     | 30       | 4       |
| L. Coeli         | 6        | 0       |
| E. Dalla Fontana | 19       | -26     |
| E. Dal Pos       | 39       | 0       |
| A. Gelli         | 34       | 0       |
| D. Gozzi         | 37       | 1       |
| G. Gratton       | 4        | 3       |
| U. Gregorin      | 4        | 2       |
| S. Gualtieri     | 36       | 10      |
| M. Leoni         | 3        | -7      |
| R. Lerici        | 40       | 17      |
| A. Marchetti     | 38       | 9       |
| G. Masetto       | 11       | 0       |
| B. Quaresima     | 32       | 18      |
| M. Rodella       | 7        | 0       |
| A. Santagiuliana | 25       | 0       |
| E. Sartori       | 18       | -25     |